# 宮田大輔 (サッカー選手)
宮田 大輔（みやた だいすけ、1991年6月7日 - ）は、石川県出身のサッカー選手。ポジションはミッドフィールダー。

## 来歴
2014年7月1日から8月4日に行われたモンテネグロトライアルに参加し、モンテネグロ2部リーグのOFKイガロと契約した。
2015年7月にモンテネグロ1部リーグのFKモルナルに移籍。
2017年に石川県フットボールリーグ1部の内灘FCに加入。選手としてプレーする傍ら育成年代の指導も行っている。

## 所属クラブ
- 石川県立工業高等学校
- セレッソ大阪U-18 （興國高等学校）
- 2010年 - 2013年 桃山学院大学
- 2014年 - 2015年  FKイガロ1929
- 2015年 - 2016年  FKモルナル
- 2017年 -  内灘FC・NORTE